# Standing on the Sun
Standing on the Sun è un singolo promozionale di Beyoncé. Non è mai stato reso disponibile su nessuna piattaforma. Viene usato per lo spot di H&M.

## Il brano
Il brano è la colonna sonora (in versione instrumentale) dello spot per L'Oreal Paris.